# Campeonato Europeu de Halterofilismo de 2015
O Campeonato Europeu de Halterofilismo de 2015 foi a 94ª edição do campeonato, sendo organizado pela Federação Europeia de Halterofilismo, no Palácio dos Esportes, em Tbilisi, na Geórgia, entre 10 a 18 de abril de 2015. Foram disputadas 15 categorias (8 masculino e 7 feminino) com a presença de 231 halterofilistas de 38 nacionalidades.

## Medalhistas

### Masculino
| Evento     | Ouro                          | Ouro      | Prata                           | Prata     | Bronze                            | Bronze    |
| até 56 kg  | até 56 kg                     | até 56 kg | até 56 kg                       | até 56 kg | até 56 kg                         | até 56 kg |
| ---------- | ----------------------------- | --------- | ------------------------------- | --------- | --------------------------------- | --------- |
| Arranque   | Josué Brachi · Espanha        | 118 kg    | Mirco Scarantino · Itália       | 118 kg    | İsmet Algül · Turquia             | 114 kg    |
| Arremesso  | Oleg Sîrghi · Moldávia        | 151 kg    | Smbat Margaryan · Armênia       | 146 kg    | Mirco Scarantino · Itália         | 141 kg    |
| Total      | Oleg Sîrghi · Moldávia        | 264 kg    | Smbat Margaryan · Armênia       | 259 kg    | Mirco Scarantino · Itália         | 259 kg    |
| até 62 kg  |                               |           |                                 |           |                                   |           |
| Arranque   | Valentin Hristov · Azerbaijão | 135 kg    | Florin Croitoru · Roménia       | 134 kg    | Bünyamin Sezer · Turquia          | 134 kg    |
| Arremesso  | Valentin Hristov · Azerbaijão | 160 kg    | Dimitris Minasidis · Chipre     | 156 kg    | Emrah Aydın · Turquia             | 155 kg    |
| Total      | Valentin Hristov · Azerbaijão | 295 kg    | Bünyamin Sezer · Turquia        | 288 kg    | Florin Croitoru · Roménia         | 287 kg    |
| até 69 kg  |                               |           |                                 |           |                                   |           |
| Arranque   | Daniyar Ismayilov · Turquia   | 156 kg    | Bernardin Kingue Matam · França | 146 kg    | Sergei Petrov · Rússia            | 146 kg    |
| Arremesso  | Daniyar Ismayilov · Turquia   | 181 kg    | Sergei Petrov · Rússia          | 176 kg    | Bernardin Kingue Matam · França   | 175 kg    |
| Total      | Daniyar Ismayilov · Turquia   | 337 kg    | Sergei Petrov · Rússia          | 322 kg    | Bernardin Kingue Matam · França   | 321 kg    |
| até 77 kg  |                               |           |                                 |           |                                   |           |
| Arranque   | Andranik Karapetyan · Armênia | 164 kg    | Tigran Martirosyan · Armênia    | 160 kg    | Victor Getts · Rússia             | 160 kg    |
| Arremesso  | Afgan Bayramov · Azerbaijão   | 192 kg    | Tigran Martirosyan · Armênia    | 191 kg    | Victor Getts · Rússia             | 191 kg    |
| Total      | Tigran Martirosyan · Armênia  | 351 kg    | Victor Getts · Rússia           | 351 kg    | Andranik Karapetyan · Armênia     | 350 kg    |
| até 85 kg  |                               |           |                                 |           |                                   |           |
| Arranque   | Iurie Bulat · Moldávia        | 172 kg    | Mikalai Novikau · Bielorrússia  | 166 kg    | Alexandru Dudoglo · Moldávia      | 165 kg    |
| Arremesso  | Benjamin Hennequin · França   | 202 kg    | Alexey Yufkin · Rússia          | 198 kg    | Alexandru Dudoglo · Moldávia      | 197 kg    |
| Total      | Benjamin Hennequin · França   | 367 kg    | Alexandru Dudoglo · Moldávia    | 362 kg    | Mikalai Novikau · Bielorrússia    | 361 kg    |
| até 94 kg  |                               |           |                                 |           |                                   |           |
| Arranque   | Aurimas Didžbalis · Lituânia  | 182 kg    | Khetag Khugaev · Rússia         | 180 kg    | Łukasz Grela · Polónia            | 178 kg    |
| Arremesso  | Aurimas Didžbalis · Lituânia  | 221 kg    | Khetag Khugaev · Rússia         | 219 kg    | Aliaksandr Venskel · Bielorrússia | 209 kg    |
| Total      | Aurimas Didžbalis · Lituânia  | 403 kg    | Khetag Khugaev · Rússia         | 399 kg    | Aliaksandr Venskel · Bielorrússia | 386 kg    |
| até 105 kg |                               |           |                                 |           |                                   |           |
| Arranque   | Bartłomiej Bonk · Polónia     | 185 kg    | Gennady Muratov · Rússia        | 183 kg    | Simon Martirosyan · Armênia       | 181 kg    |
| Arremesso  | Arkadiusz Michalski · Polónia | 227 kg    | Bartłomiej Bonk · Polónia       | 223 kg    | Artūrs Plēsnieks · Letônia        | 221 kg    |
| Total      | Bartłomiej Bonk · Polónia     | 408 kg    | Arkadiusz Michalski · Polónia   | 399 kg    | Gennady Muratov · Rússia          | 398 kg    |
| + 105 kg   |                               |           |                                 |           |                                   |           |
| Arranque   | Irakli Turmanidze · Geórgia   | 201 kg    | Almir Velagic · Alemanha        | 193 kg    | Péter Nagy · Hungria              | 189 kg    |
| Arremesso  | Irakli Turmanidze · Geórgia   | 234 kg    | Daniel Dołęga · Polónia         | 230 kg    | Péter Nagy · Hungria              | 228 kg    |
| Total      | Irakli Turmanidze · Geórgia   | 435 kg    | Almir Velagić · Alemanha        | 418 kg    | Daniel Dołęga · Polónia           | 417 kg    |

### Feminino
| Evento    | Ouro                            | Ouro      | Prata                          | Prata     | Bronze                             | Bronze    |
| até 48 kg | até 48 kg                       | até 48 kg | até 48 kg                      | até 48 kg | até 48 kg                          | até 48 kg |
| --------- | ------------------------------- | --------- | ------------------------------ | --------- | ---------------------------------- | --------- |
| Arranque  | Genny Pagliaro · Itália         | 81 kg     | Sibel Özkan · Turquia          | 80 kg     | Iana Diachenko · Ucrânia           | 80 kg     |
| Arremesso | Sibel Özkan · Turquia           | 99 kg     | Anaïs Michel · França          | 98 kg     | Monica Csengeri · Roménia          | 98 kg     |
| Total     | Sibel Özkan · Turquia           | 179 kg    | Genny Pagliaro · Itália        | 176 kg    | Anaïs Michel · França              | 174 kg    |
| até 53 kg |                                 |           |                                |           |                                    |           |
| Arranque  | Iulia Paratova · Ucrânia        | 90 kg     | Atenery Hernández · Espanha    | 83 kg     | Julia Schwarzbach · Alemanha       | 83 kg     |
| Arremesso | Iulia Paratova · Ucrânia        | 110 kg    | Ayşegül Çoban · Turquia        | 109 kg    | Julia Schwarzbach · Alemanha       | 103 kg    |
| Total     | Iulia Paratova · Ucrânia        | 200 kg    | Julia Schwarzbach · Alemanha   | 186 kg    | Ayşegül Çoban · Turquia            | 184 kg    |
| até 58 kg |                                 |           |                                |           |                                    |           |
| Arranque  | Boyanka Kostova · Azerbaijão    | 109 kg    | Natalia Grishina · Rússia      | 93 kg     | Irina Lepșa · Roménia              | 91 kg     |
| Arremesso | Boyanka Kostova · Azerbaijão    | 137 kg    | Irina Lepșa · Roménia          | 114 kg    | Aleksandra Klejnowska · Polónia    | 113 kg    |
| Total     | Boyanka Kostova · Azerbaijão    | 246 kg    | Irina Lepșa · Roménia          | 205 kg    | Aleksandra Klejnowska · Polónia    | 202 kg    |
| até 63 kg |                                 |           |                                |           |                                    |           |
| Arranque  | Yuliya Kalina · Ucrânia         | 106 kg    | Nadezda Likhacheva · Rússia    | 105 kg    | Giorgia Bordignon · Itália         | 97 kg     |
| Arremesso | Yuliya Kalina · Ucrânia         | 132 kg    | Nadezda Likhacheva · Rússia    | 118 kg    | Giorgia Bordignon · Itália         | 117 kg    |
| Total     | Yuliya Kalina · Ucrânia         | 238 kg    | Nadezda Likhacheva · Rússia    | 223 kg    | Giorgia Bordignon · Itália         | 214 kg    |
| até 69 kg |                                 |           |                                |           |                                    |           |
| Arranque  | Dzina Sazanavets · Bielorrússia | 115 kg    | Iana Kondrashova · Rússia      | 105 kg    | Ruth Kasirye · Noruega             | 105 kg    |
| Arremesso | Dzina Sazanavets · Bielorrússia | 140 kg    | Iana Kondrashova · Rússia      | 130 kg    | Anastassiya Ibrahimli · Azerbaijão | 130 kg    |
| Total     | Dzina Sazanavets · Bielorrússia | 255 kg    | Iana Kondrashova · Rússia      | 235 kg    | Anastassiya Ibrahimli · Azerbaijão | 233 kg    |
| até 75 kg |                                 |           |                                |           |                                    |           |
| Arranque  | Lydia Valentín · Espanha        | 118 kg    | Darya Pachabut · Bielorrússia  | 117 kg    | Gaëlle Nayo-Ketchanke · França     | 111 kg    |
| Arremesso | Lydia Valentín · Espanha        | 145 kg    | Gaëlle Nayo-Ketchanke · França | 137 kg    | Ekaterina Iutvolina · Rússia       | 133 kg    |
| Total     | Lydia Valentín · Espanha        | 263 kg    | Gaëlle Nayo-Ketchanke · França | 248 kg    | Darya Pachabut · Bielorrússia      | 247 kg    |
| + 75 kg   |                                 |           |                                |           |                                    |           |
| Arranque  | Tatiana Kashirina · Rússia      | 142 kg    | Anastasiya Lysenko · Ucrânia   | 126 kg    | Andreea Aanei · Roménia            | 120 kg    |
| Arremesso | Tatiana Kashirina · Rússia      | 180 kg    | Anastasiya Lysenko · Ucrânia   | 154 kg    | Andreea Aanei · Roménia            | 141 kg    |
| Total     | Tatiana Kashirina · Rússia      | 322 kg    | Anastasiya Lysenko · Ucrânia   | 280 kg    | Andreea Aanei · Roménia            | 261 kg    |

- — Recorde europeu

## Casos de doping
O ucraniano Oleg Proshak (1º lugar +105 kg) e o moldavo Anatolii Cîrîcu (5º lugar 94 kg) foram desclassificados por doping. Além disso, onze levantadores de peso búlgaros testaram positivo pouco antes do Campeonato Europeu, razão pela qual o país não participou das lutas pelo título.

## Quadro de medalhas
Quadro de medalhas no total combinado
| Ordem | País         | Medalha de ouro | Medalha de prata | Medalha de bronze | Total |
| ----- | ------------ | --------------- | ---------------- | ----------------- | ----- |
| 1     | Turquia      | 2               | 1                | 1                 | 4     |
| 2     | Ucrânia      | 2               | 1                | 0                 | 3     |
| 3     | Azerbaijão   | 2               | 0                | 1                 | 3     |
| 4     | Rússia       | 1               | 5                | 1                 | 7     |
| 5     | França       | 1               | 1                | 2                 | 4     |
| 5     | Polónia      | 1               | 1                | 2                 | 4     |
| 7     | Armênia      | 1               | 1                | 1                 | 3     |
| 8     | Moldávia     | 1               | 1                | 0                 | 2     |
| 9     | Bielorrússia | 1               | 0                | 3                 | 4     |
| 10    | Geórgia      | 1               | 0                | 0                 | 1     |
| 10    | Lituânia     | 1               | 0                | 0                 | 1     |
| 10    | Espanha      | 1               | 0                | 0                 | 1     |
| 13    | Alemanha     | 0               | 2                | 0                 | 2     |
| 14    | Itália       | 0               | 1                | 2                 | 3     |
| 14    | Roménia      | 0               | 1                | 2                 | 3     |
| Total | Total        | 15              | 15               | 15                | 45    |

## Países participantes
231 halterofilistas de 38 países participaram do campeonato.
| - Albânia (2) - Armênia (10) - Áustria (2) - Azerbaijão (6) - Bielorrússia (11) - Bélgica (2) - Bulgária (1) - Croácia (5) - Chipre (1) - Chéquia (6) | - Dinamarca (9) - Estónia (3) - Finlândia (12) - França (5) - Geórgia (10) - Alemanha (4) - Grã-Bretanha (2) - Grécia (3) - Hungria (7) - Irlanda (9) | - Israel (2) - Itália (8) - Kosovo (1) - Letônia (3) - Lituânia (5) - Moldávia (9) - Países Baixos (2) - Noruega (4) - Polónia (15) - Roménia (8) | - Rússia (15) - Sérvia (2) - Eslováquia (4) - Eslovênia (1) - Espanha (9) - Suécia (3) - Turquia (15) - Ucrânia (15) |